# Sufismo
Esta página contém alguns caracteres especiais e é possível que a impressão não corresponda ao artigo original.
O sufismo (em árabe: تصوف; romaniz.: tasawwuf; em persa: صوفی‌گری; romaniz.: Sufi gari) é conhecido como a corrente mística e contemplativa do Islão. Os praticantes do sufismo, conhecidos como sufis, procuram desenvolver uma relação íntima, direta e contínua com Deus, utilizando-se das práticas espirituais transmitidas pelo profeta Maomé, com destaque para o zikr (a lembrança de Deus), orações e jejuns. Também incorpora práticas, como cânticos, música e movimentos, cuja legalidade é objeto de divergência de opinião entre teólogos e jurisprudentes islâmicos, de diversos países islâmicos, na interpretação da sharia, a lei divina.
A ascensão da civilização islâmica coincide fortemente com a disseminação da filosofia sufi no islamismo. A disseminação do sufismo foi considerada um fator definitivo na disseminação do Islã e na criação de culturas islâmicas integrais, especialmente na África e na Ásia. Entre os grandes representantes da mística islâmica, incluem-se sufis iniciais como Rabia de Baçorá, santa do século VIII; além de Haçane de Baçorá, Junaide de Bagdá, Bajazeto de Bastam e Dulnune do Egito; o místico Almançor Alhalaje, martirizado em Bagdá no século X por ter dito, em estado de êxtase, "Eu sou a Verdade"; o grande sufi metafísico Ibn Arabi (século XIII), autor de diversas obras influentes, entre elas as "Revelações de Meca"; Algazali, Rumi, Suhrawardi, Attar, os xeiques Shadhili, Darqawi, al-Alawi, entre outros. Poetas e filósofos sufistas como Ibn Arabi, Khoja Akhmet Yassawi, Rumi e Attar de Nixapur aumentaram bastante a disseminação da cultura islâmica na Anatólia, Ásia Central e Sul da Ásia.
O Tasawwuf, palavra árabe que designa o misticismo e esoterismo islâmicos, é conhecido no Ocidente como sufismo. Há duas correntes principais de entendimento islâmico: o sunismo e o xiismo, sendo que o sufismo é observado com mais vigor na corrente sunita. As ordens sufis (turuq) podem estar associadas ao Islão sunita ou xiita, pois não se trata de uma divisão dentro do Islão, mas sim a uma visão interior (esotérica) da vida e do ser. O pensamento sufi se fortaleceu no Médio Oriente no século VIII e hoje encontra-se por todo o mundo. Na Indonésia, assim como muitos outros países da Ásia, Oriente Médio e África, o islamismo foi introduzido através das ordens sufis.
Entre as confrarias sufis mais conhecidas no Ocidente contemporâneo, destacam-se a Mevlevya, estabelecida por Rumi em Kônia, na Turquia, no século XIII; a Shadilyia, estabelecida também no século XIII pelo xeique ("mestre espiritual") magrebino Iman Shadili; a tarica Alawyia, fundada pelo xeique Ahmad al-Alawi no início do século XX, em Mostaganem, Argélia.
Em resumo, o sufismo é um ramo do conhecimento no Islão, que trata dos aspectos internos da prática e da ética religiosas. Por aspectos internos, entenda-se o que se refere não somente às intenções, sentimentos e consciência, mas também aos aspectos mais intensos e profundos da espiritualidade, e em última instância ao coração.

## Etimologia
Uma das teorias para alguns autores é que a palavra sufi é oriunda de suf, que significa "lã" em árabe. Aparentemente, os eus primeiros praticantes tinham por hábito vestir-se com lã, como forma de demonstrar a sua simplicidade, sendo provavelmente influenciados pelos ascetas cristãos da Síria e da Palestina. A lã possuía também uma conotação espiritual nos tempos pré-islâmicos. Para outros autores, a origem deve ser procurada na palavra árabe safa, que significa "pureza". Seja como for, para os grandes estudiosos de linguística, estas palavras têm origem no egípcio antigo, já que o árabe é um idioma substancialmente de influência egípcia, onde o radical "SF" tem como significado "pureza". Portanto, a palavra SUFI é de origem substancialmente egípcia, mas isto não quer dizer que o sufismo seja egípcio, e sim que teve sua base lá, pois o sufismo é atemporal, embora tenha conexões profundas com a sabedoria de todas as grandes culturas do passado, tais como a egípcia, a celta, a persa e afins. A forma como se conhece hoje mais divulgada é a da ortodoxia muçulmana e foi dada pela revelação recebida pelo profeta Maomé e estruturado no século XI depois de Cristo. Sabemos que existem vários santos sufis muito anteriores a esta data, entretanto foi a partir do século XI que as escolas sufis começaram a se organizar como se apresentam nos modelos atuais.

## Sufi: a flor do Oriente
Conhecido por muitos como o misticismo do Islão, o sufismo é uma filosofia de autoconhecimento e contato com o divino, através de certas práticas as quais nem sempre seguem um padrão fixo e frequentemente parecem incompreensíveis a um observador que esteja fora do contexto de trabalho. Estas práticas devem ser aplicadas por um professor. Os sufis acreditam que Deus é amoroso e o contato com ele pode ser alcançado pelos homens através de uma união mística, independente da religião praticada. Por este conceito de Deus, foram, muitas vezes, acusados de blasfêmia e perseguidos pelos próprios muçulmanos esotéricos, pois contrariavam a ideia convencional de Deus. Almançor Alhalaje (século X), um dos grandes representantes do sufismo, foi executado, pois ensinou, em estado de êxtase, que Deus e ele eram um; que havia atingido a identidade suprema. Como o ideal do sufismo era ascético, acreditavam que Jesus era tão importante quanto Maomé, que o Alcorão era tão essencial quanto a Bíblia ou a Torá. Quase um século e meio depois, Algazali, um dos maiores pensadores do mundo e seguidor sufi, disseminava a ideia de que a verdade mística não pode ser aprendida, mas sim experimentada por meio do êxtase. Para os sufis muçulmanos, a origem histórica da sua religiosidade pode ser encontrada nas práticas meditativas do profeta Maomé. Este tinha por hábito refugiar-se nas cavernas das montanhas de Meca, onde se dedicava à meditação e ao jejum. Foi durante um desses retiros que Maomé recebeu a visita do anjo Gabriel, que lhe comunicou a primeira revelação de Deus. Encontramos seguidores desta corrente em todos os segmentos sociais: camponeses, donas de casa, advogados, comerciantes, professores. Sua filosofia básica é: "Estar no mundo, mas não ser dele", livre da ambição, da cobiça, do orgulho intelectual, da cega obediência ao costume ou do respeitoso temor às pessoas de posição mais elevada.

## O caminho sufi na história do homem
O sufismo ortodoxo de influência muçulmana pode ser dividido historicamente nos períodos antigo, clássico, medieval e moderno. Um dos fatos marcantes do período clássico foi a crucificação de Almançor Alhalaje, acusado de heresia, em 922, após declarar "Eu sou a verdade". Foi na época medieval, entretanto, que os sufis aprenderam a disfarçar em poesias complexas qualquer afirmação que pudesse ser considerada um desafio à crença do "Deus Único". Assim, só mesmo os esclarecidos podiam decifrá-las. Durante a Idade Média, Algazali (1059–1111) afastou-se da vida mundana para empreender uma busca por Deus. Seus escritos ajudaram a combinar os aspectos considerados heréticos do sufismo com o islamismo ortodoxo. Em números, os sufis atingiram o auge na era moderna, entre 1550 e 1800. Embora ainda sejam perseguidos em alguns países islâmicos, os sufis estão presentes em diversas partes do mundo.

## Ordens sufis
Incluem os bektashis, murides (Muridiyya), a Ordem Chishti, Kubrawiya, Mawlawiyya, Naqshbandi, Nimatullahi, Qadiri, Senussi, Shadiliyya, Suhrawardiyya, Tijaniyyah, dentre outras. As autênticas ordens sufis são reconhecidas por estarem vinculadas ao Islão e por terem documentada a sua linhagem, na cadeia de mestres que as conecta com o profeta Maomé.